# Danville (Virginia Occidentale)
Danville è una città degli Stati Uniti d'America, situata nello Stato della Virginia Occidentale e in particolare nella Contea di Boone. In passato era conosciuta con i nomi di Newport e Red House.